# Блекстоун Инк.
Блекстоун Инк. (на английски: Blackstone Inc.) е базирана в Ню Йорк американска мултинационална корпорация, занимаваща се с дялов капитал, инвестиционно банкиране, алтернативно управление на активи и финансови услуги. Blackstone е специализирана в дялов капитал, кредити и хедж фонд инвестиционни стратегии, както и финансово консултиране като сливания и придобивания, преструктурирания и др.
През последните години бизнесът на „Блекстоун“ с дялов капитал е един от най-големите инвеститори в трансакции със закупуване със заети средства. Бизнесът на фирмата с недвижимо имущество също расте през последните години. От създаването си насам „Блекстоун“ е осъществил редица инвестиции, сред които Hilton Worldwide, Vivint, Travelport и др.

## История
„Блекстоун“ е основана през 1985 г. от Питър Питърсън и Стивън Шварцман като бутикова фирма за сливания и придобивания. Преди това двамата основатели са работили заедно в „Лемън Брадърс“, като Шварцман е ръководител на отдела за глобални сливания и придобивания. В течение на две десетилетия „Блекстоун“ се превръща в една от най-големите фирми, занимаващи се с дялов капитал. Към края на 2006 г. „Блекстоун“ приключва набирането на средства, равняващи се на повече от 36 милиарда долара. През 2007 г. извършва своето първично публично предлагане, като успява да набере 4 млрд. долара и става една от първите фирми за дялов капитал, които излизат на борсата.
Централата на фирмата се намира на „Парк Авеню“ 345 в Ню Йорк. Blackstone има 11 други офиса – в Лондон, Париж, Дюселдорф, Сидни, Токио, Хонг Конг, Пекин, Шанхай, Мумбай, Мадрид и Дубай.

## Бизнес сегменти
Дейността на „Блекстоун“ е разделена в четири бизнес сегмента:
- корпоративен дялов капитал – управление на собствени фондове за дялов капитал, насочени към придобивания със заемни средства;
- инвестиционно банкиране и финансово консултиране – включва отделите на „Блекстоун“ за консултиране на придобивания и сливания, преструктуриране и фондовете за алтернативни инвестиции;
- алтернативно управление на активи – управление на хедж фондовете на „Блекстоун“, договорни фондове и др.;
- недвижимо имущество – управление на фондовете за инвестиции в недвижимо имущество.

### Корпоративен дялов капитал
Към 2011 г. „Блекстоун“ е петата по големина фирма за дялов капитал по отношение на вложения капитал, фокусиран предимно в изкупуването със заемни средства на по-зрели компании. Компанията също така инвестира чрез миноритарни инвестиции, корпоративни партньорства и понякога инвестиции в прохождащи бизнеси в съществуващи индустрии.
Бизнесът на „Блекстоун“ с дялов капитал разполага с около 120 души в Ню Йорк, Лондон, Менло Парк, Калифорния, Мумбай, Хонг Конг и Пекин.
В исторически план „Блекстоун“ предимно залага на фондове за дялов капитал, капитал от пенсионни фондове, застрахователни компании, държавни фондове и други институционални инвеститори. В периода ат 1987 г. до 2007 г., когато е първичното ѝ публично предлагане, „Блекстоун“ инвестира 20 милиарда долара капитал в 109 трансакции с дялов капитал. Сред най-известните инвестиции на компанията са: Allied Waste, AlliedBarton Security Services, Graham Packaging, Celanese, Nalco, HealthMarkets, Houghton Mifflin, American Axle, TRW Automotive, Catalent Pharma Solutions, Prime Hospitality, Legoland, Madame Tussauds, La Quinta, Luxury Resorts, Pinnacle Foods, Hilton Hotels Corporation, Apria Healthcare, Travelport, The Weather Channel (United States) и The PortAventura Resort. През 2009 г. „Блекстоун“ закупува Busch Entertainment (включващ парковете Sea World, Busch Garden и два водни парка). През 2020 г. компанията придобива Ancestry.com.
През 2012 г. „Блекстоун“ придобива управляващ дял в базираната в щата Юта компания Vivint Inc.
Сред бившите инвестиции на „Блекстоун“ е Universal Studios Parks, която е продадена на „Комкаст“.